# Richard A. Mastracchio
Richard Alan Mastracchio, född 11 februari 1960 i Waterbury, Connecticut, är en amerikansk astronaut uttagen i astronautgrupp 16 den 5 december 1996.

## Rymdfärder
- Atlantis - STS-106
- Endeavour - STS-118
- Discovery - STS-131
- Expedition 38/39, Sojuz TMA-11M[1][2]